# Breite Straße (Lübeck)

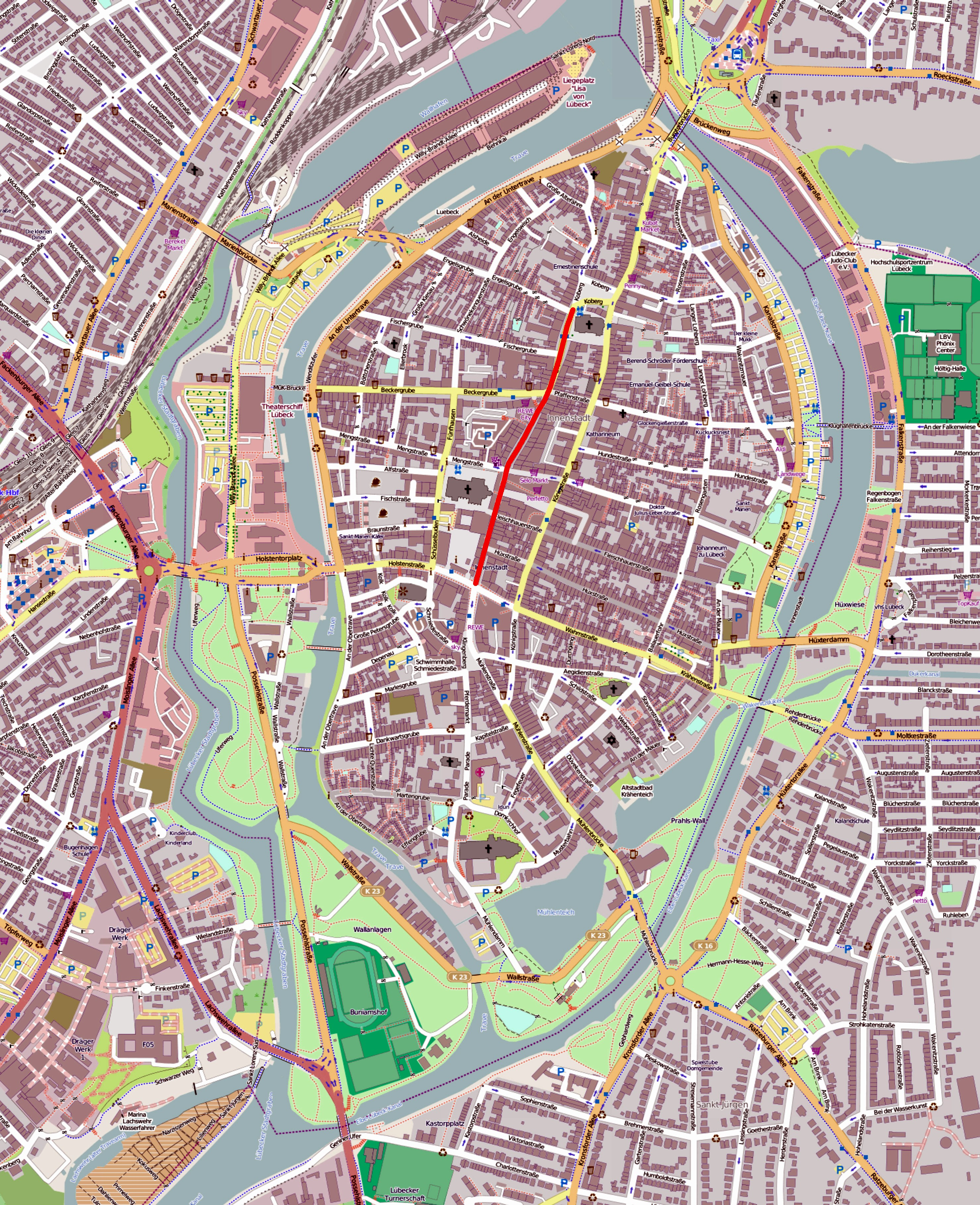
Die Breite Straße (rot markiert)

Untere Breite Straße um 1880

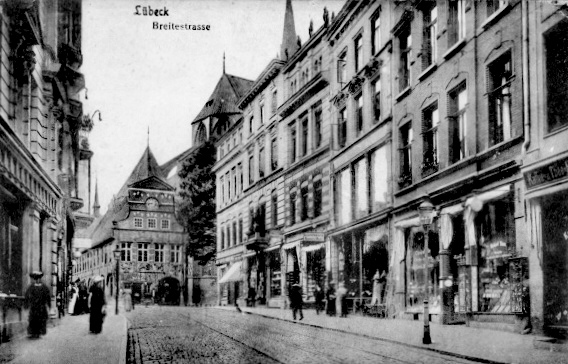
Breite Straße

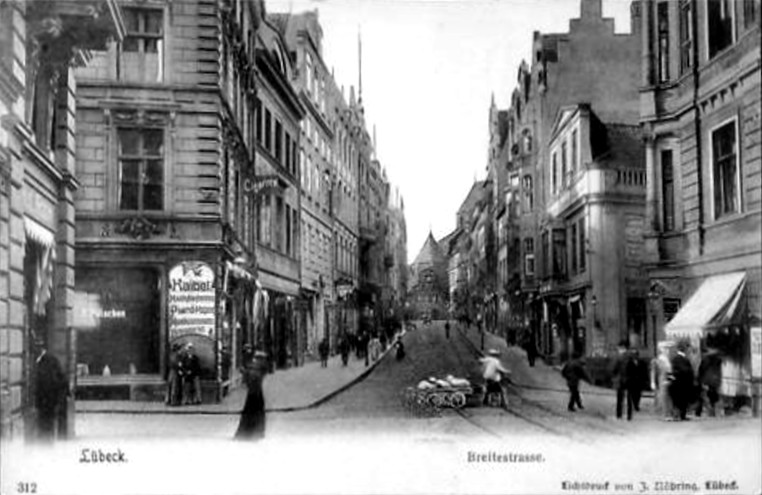
Mittlere Breite Straße um 1906

Obere Breite Straße um 1910 während einer Senatssitzung

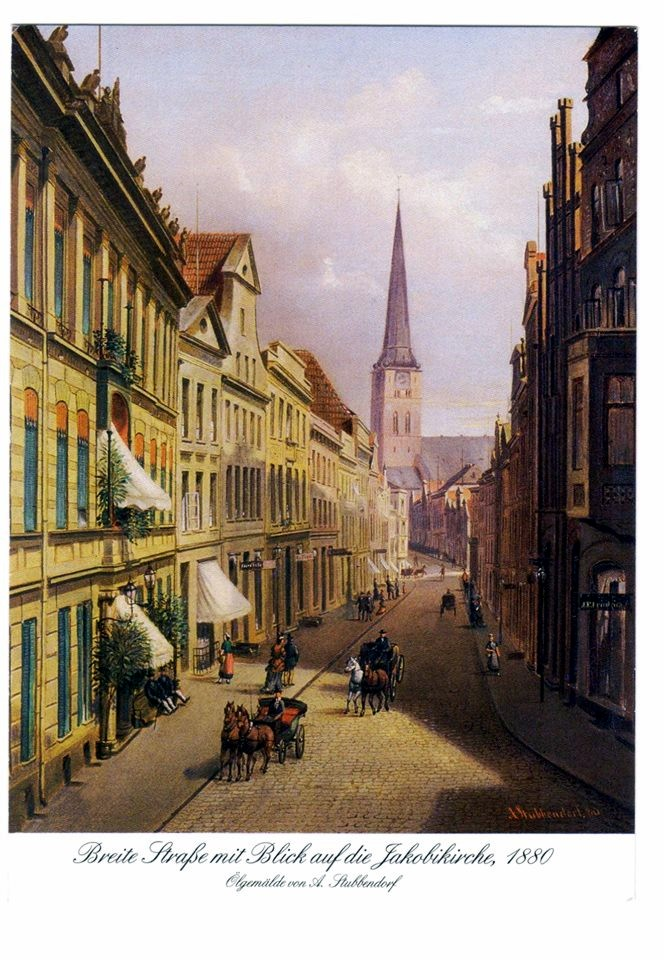

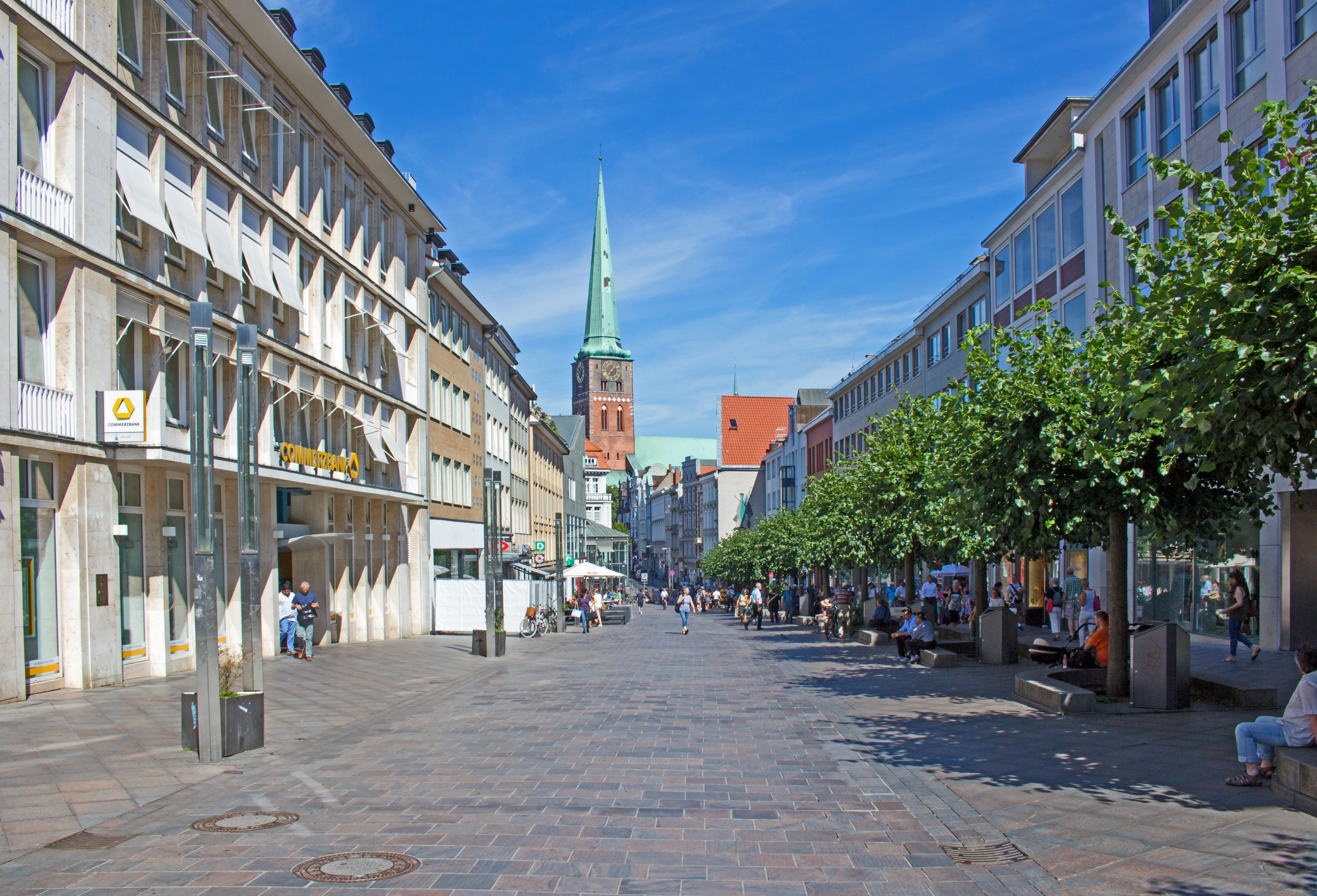
Die Breite Straße mit Blick auf St. Jakobi

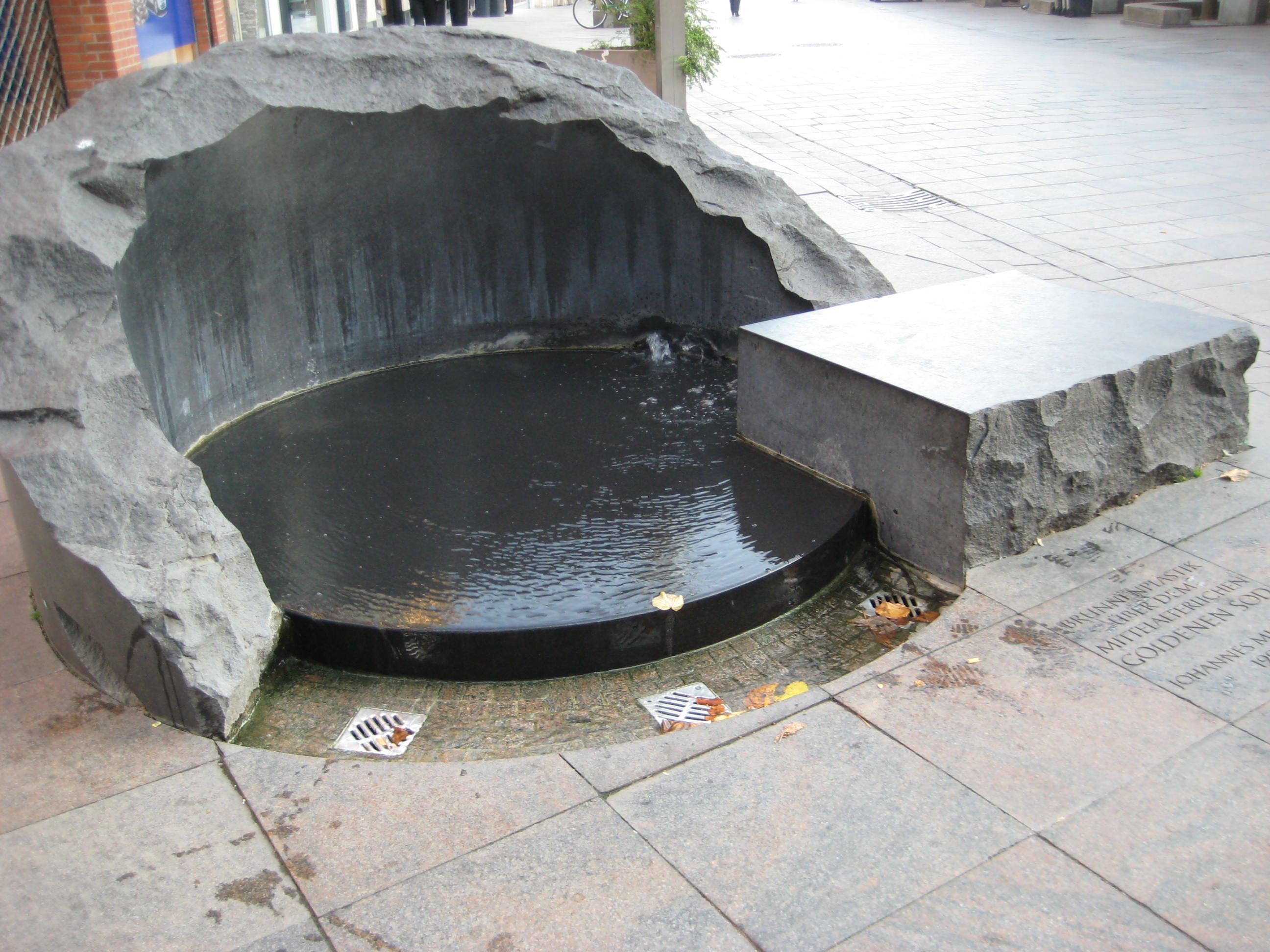
Brunnenplastik Der Goldene Sod von Johannes Michler (1991)

Die Breite Straße (1284: lateinisch Platea lata) ist das Rückgrat der Fußgängerzone in der Altstadt der Hansestadt Lübeck und eine der vier Straßen des Haupt-Nord-Süd-Verbindungssystems der Stadtplanung des 12. Jahrhunderts.
Sie beginnt am Koberg zwischen der Jakobikirche und der Schiffergesellschaft und dem Haus der Kaufmannschaft. In diesem ersten Abschnitt ist die Bebauung der Vorkriegszeit noch größtenteils erhalten, während ansonsten viele Gebäude beim Luftangriff auf Lübeck am 29. März 1942 zerstört wurden. An der Ecke Beckergrube biegt der Straßenverkehr ab. Auch wenn die Breite Straße nach Ansicht von Fachleuten als Fußgängerzone zu klein geraten ist, finden sich dann im folgenden Abschnitt an St. Marien und dem Kanzleigebäude vorbei bis zum Rathaus am Markt die tragenden Säulen einer jeden Fußgängerzone, allerdings noch mit wenigen lokalen Spezialisten (wie Niederegger) durchsetzt. Vor dem Kanzleigebäude geht am Marienkirchhof die durch Thomas Mann weltberühmt gewordene Mengstraße rechts ab zum nahegelegenen Buddenbrookhaus. Sein Bruder Heinrich Mann wurde 1871 in der Breiten Straße geboren. An der Stelle seines Geburtshauses wurde nach dem Zweiten Weltkrieg ein Neubau errichtet, an dem sich eine Gedenktafel für Heinrich Mann befand. Derzeit (2009) wird hier ein neues Geschäftshaus erbaut, auch der Thomas-Mann-Stein des Bildhauers Ulrich Beier (1975) ist derzeit nicht zu sehen. Die kleineren individuellen Geschäfte Lübecks finden sich in den rechtwinklig verlaufenden kleineren Rippenstraßen, wie der Wahmstraße, der Hüxstraße, der Fleischhauerstraße und der Dr.-Julius-Leber-Straße.
Die Breite Straße endet am Kohlmarkt an der Kreuzung mit der Wahmstraße. Ihre Verlängerung ist die Sandstraße, die über den Klingenberg und die Mühlenstraße nach Süden aus der Altstadt führt. In der Breiten Straße 18 hat die Sparkasse zu Lübeck ihren Sitz in einem Bau von 1965. Von 1906 bis 1921 bestand in der Breiten Straße das Kino Metropol.
An der Ecke zur Mengstraße wurde 1991 die Brunnenplastik Der Goldene Sod von Johannes Michler errichtet. Der Brunnen befindet sich an der Stelle des Goldenen Sods aus dem Mittelalter. Dort trafen die vier historischen Quartiere Marien-Magdalenen-Quartier, Marien-Quartier, Jakobi-Quartier und Johannis-Quartier zusammen.
Nach 140 Jahren verlässt Karstadt 2024 die Stadt und mit der Schließung ihrer letzten Filiale nach 35 Jahren verlässt McDonald’s die City.

## Denkmalgeschützte Bauwerke
Unter Denkmalschutz stehen die Gebäude Nr. 1–5, 9, 27, 75–77 ungerade und Nr. 2–8, 28–34 gerade sowie das Rathaus mit dem Kanzleigebäude.

## Ehemalige Gebäude

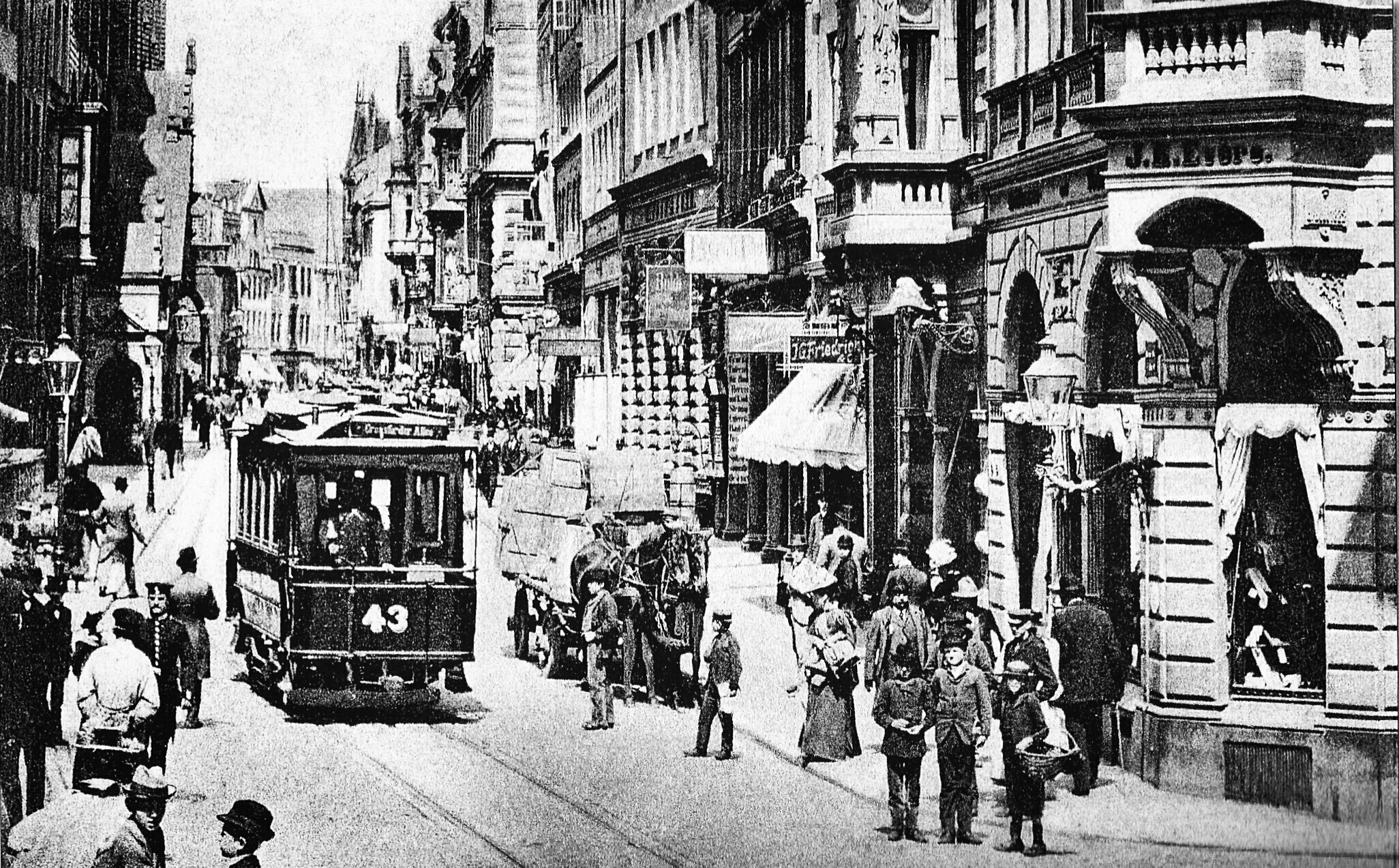
Blick vom Kohlmarkt, 1902
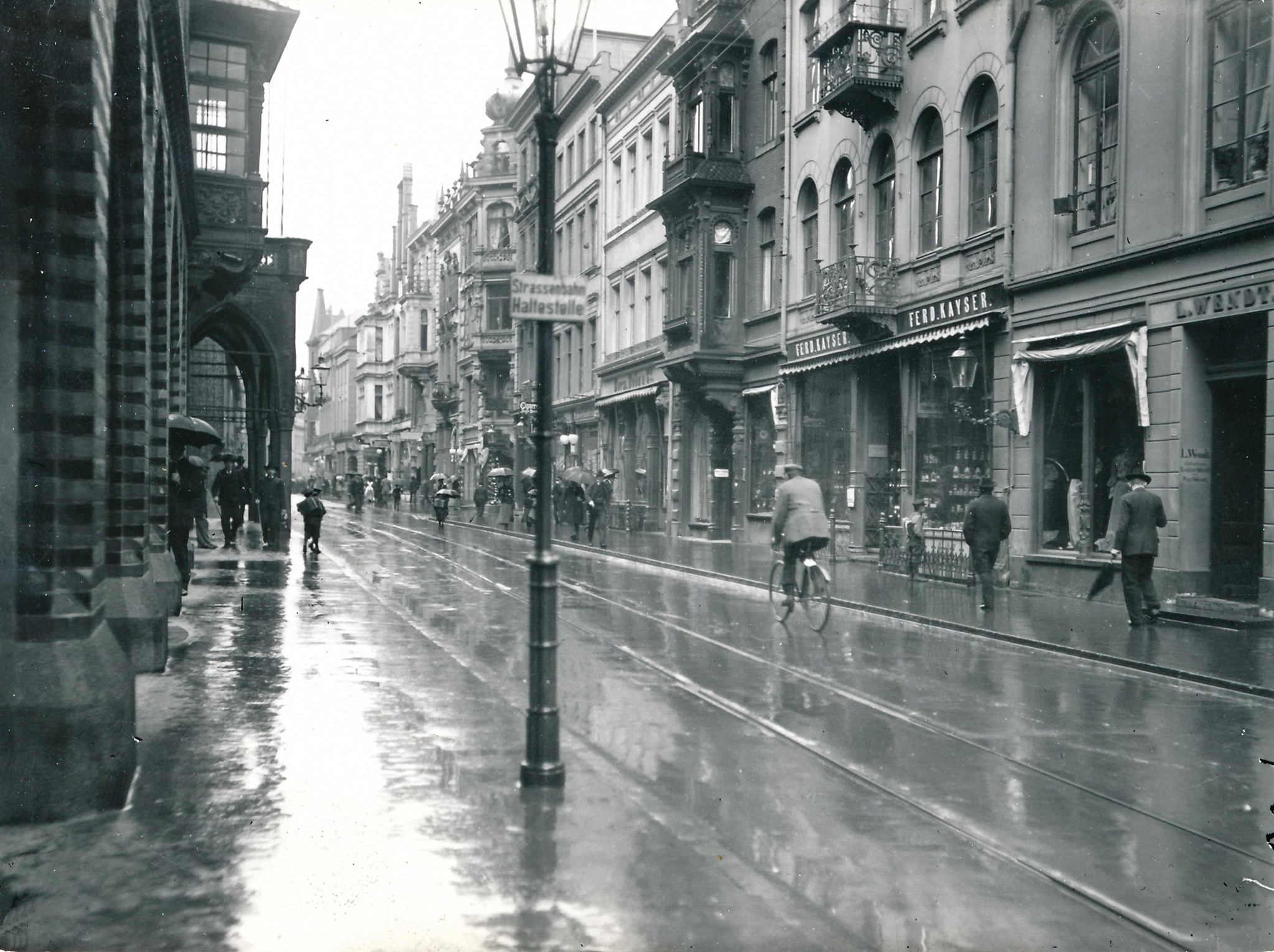
Höhe Rathaus, 1902
Senator Mannsches Wohnhaus, Nr. 38
Spritzenhaus, Nr. 61a
Rokoko-Palais, Nr. 97